# MVV in het seizoen 1959/60
Het seizoen 1959/1960 was het zesde jaar in het bestaan van de Maastrichtse betaaldvoetbalclub MVV. De club kwam uit in de Eredivisie en eindigde daarin op de 13e plaats.

## Wedstrijdstatistieken

### Eredivisie
|       | ADO   | Ajax  | Blauw-Wit | DOS   | DWS/A | Elinkwijk | Sportclub Enschede | Feijenoord | Fortuna '54 | NAC   | PSV   | Rapid JC | Sittardia | Sparta | Volendam | VVV   | Willem II |
| ----- | ----- | ----- | --------- | ----- | ----- | --------- | ------------------ | ---------- | ----------- | ----- | ----- | -------- | --------- | ------ | -------- | ----- | --------- |
| Thuis | 1 – 1 | 3 – 6 | 4 – 2     | 2 – 3 | 2 – 1 | 2 – 0     | 4 – 0              | 2 – 0      | 0 – 6       | 0 – 2 | 0 – 0 | 3 – 0    | 3 – 0     | 3 – 0  | 5 – 3    | 1 – 2 | 2 – 3     |
| Uit   | 3 – 2 | 0 – 1 | 0 – 2     | 7 – 2 | 0 – 0 | 2 – 0     | 2 – 2              | 6 – 1      | 1 – 2       | 3 – 1 | 2 – 1 | 2 – 1    | 2 – 2     | 2 – 1  | 1 – 3    | 4 – 1 | 3 – 1     |

## Statistieken MVV 1959/1960

### Eindstand MVV in de Nederlandse Eredivisie 1959 / 1960
| Stand | Gespeeld | Gewonnen | Gelijk | Verloren | Punten | Doelpunten voor | Doelpunten tegen |
| ----- | -------- | -------- | ------ | -------- | ------ | --------------- | ---------------- |
| 13e   | 34       | 13       | 5      | 16       | 31     | 60              | 69               |

### Topscorers
| Competitie \| # \| Naam \| \| \| ------ \| ---------------- \| -- \| \| 1. \| Frans Rutten \| 23 \| \| 2. \| Chris Coenen \| 14 \| \| 3. \| Gerard Bergholtz \| 9 \| \| 4. \| Ferenc Banky \| 5 \| \| 5. \| Michel Thal \| 3 \| \| 6. \| Piet Rondagh \| 2 \| \| 6. \| Albert Ummels \| 2 \| \| 8. \| André Maas \| 1 \| \| 8. \| Jo Toennaer \| 1 \| \| Totaal \| Totaal \| 60 \| |                  |      |
| # | Naam             | Goal |
| 1. | Frans Rutten     | 23   |
| 2. | Chris Coenen     | 14   |
| 3. | Gerard Bergholtz | 9    |
| 4. | Ferenc Banky     | 5    |
| 5. | Michel Thal      | 3    |
| 6. | Piet Rondagh     | 2    |
| 6. | Albert Ummels    | 2    |
| 8. | André Maas       | 1    |
| 8. | Jo Toennaer      | 1    |
| Totaal | Totaal           | 60   |

## Voetnoten
ADO ·
Ajax ·
Blauw-Wit ·
DOS ·
DWS/A ·
Elinkwijk ·
Sportclub Enschede ·
Feijenoord ·
Fortuna '54 ·
MVV ·
NAC ·
PSV ·
Rapid JC ·
Sittardia ·
Sparta ·
Volendam ·
VVV ·
Willem II